# سایوز تی‌ام-۲
سایوز-تی‌ام-۲ (به روسی: Союз )(به معنای اتحاد) دومین مأموریت سرنشین دار سازمان فضایی شوروی به سمت ایستگاه فضایی میر که تا قبل از آن زمان خالی بود و نخستین ماموریت سرنشین دار فضاپیمای سایوزTM محسوب می شود.
در طول این ماموریت ۱ فضاپیمای سایوز سرنشین دار و ۶ فضاپیمای پشتیبانی پروگرس به ایستگاه میر متصل شدند. همچنین دومین قطعه موسوم به کوانت-۱ نیز در طول این ماموریت به ایستگاه فضایی میر افزوده شد.

## خدمه مأموریت
| شماره | نام              | ملیت               | تعداد پرواز | نقش عملیاتی | تصویر |
| ۱     | یوری روماننکو    | اتحاد جماهیر شوروی | ۳           | فرمانده     |       |
| ۲     | الکساندر لاویکین | اتحاد جماهیر شوروی | ۱           | مهندس پرواز |       |